# الهياتم
الهياتم إحدى قرى مركز المحلة الكبرى التابع لمحافظة الغربية بجمهورية مصر العربية، وأبرز أعلامها ابن حجر الهيتمي.

## تاريخ القرية
تعد قرية الهياتم من القرى القديمة، واسمها الأصلي «محلة أبي الهيثم»، وقد ذكر الإدريسي أنها قرية بين بلقينة ومنية غزال كما وردت في التحفة السنية أنها من أعمال الغربية. وقد اختُصر اسمها إلى اسمها الحالي في الدواوين بدءً من تاريخ سنة 1228هـ/1813م. يوجد بالقرية مئذنة مسجد سيدي موسى الأثرية التي بنيت سنة 1907،.

## السكان
بلغ عدد سكان الهياتم 32,923 نسمة حسب تقدير عام 2018.
| السنة  | 1882 | 1897 | 1907 | 1927 | 1947 | 1960   | 1976   | 1986   | 1996   | 2006   | 2018   |
| ------ | ---- | ---- | ---- | ---- | ---- | ------ | ------ | ------ | ------ | ------ | ------ |
| القرية | 3740 | 4963 | 6125 | 6804 | 7560 | 10,165 | 14,058 | 17,982 | 21,793 | 25,488 | 32,923 |